# Ariel Francisco Rodríguez
Ariel Francisco Rodríguez Araya (San José, 27 settembre 1989) è un calciatore costaricano, attaccante del Saprissa.

## Carriera

### Club

#### Saprissa
Nel 2015-2016 vince la classifica cannonieri del campionato costaricano con 20 gol.

#### Bangkok Glass
Il 6 gennaio 2016 passa al Bangkok Glass, firmando un contratto di due anni. Esordisce il 6 marzo nella sfida di campionato contro l'Osotspa, segnando una doppietta.

### Nazionale
Viene convocato per la Copa América Centenario negli Stati Uniti, ma non può parteciparvi per infortunio e viene sostituito da Johnny Woodly.

## Palmarès

### Club
- Campionato costaricano: 3

Saprissa: 2014 Verano, 2014 Invierno, 2015 Invierno
- Coppa della Costa Rica: 1

Saprissa: 2013

### Individuale
- Capocannoniere della Coppa della Costa Rica: 1

2014
- Capocannoniere della Primera División de Costa Rica: 1

2015-2016 (20 gol)